# Луций Ливий
Лу́ций Ли́вий (лат. Lucius Livius; умер после 320 года до н. э.) — римский политический деятель, народный трибун 320 года до н. э. Упоминается в источниках в связи с Кавдинским договором, который Рим заключил с самнитами. Луций и его коллега Квинт Мелий (или Тиберий Нумиций) выступили против предложения разорвать договор и выдать врагу людей, которые его подписали; они не нашли поддержки и были выданы самнитам вместе с остальными (по-видимому, их подписи тоже стояли под документом).